# Servi Pola
Servi Pola (en llatí Servius Pola) era un dels enemics de Ciceró que el descriu com "homo teter et ferus" (un home detestable i ferotge).
Probablement és el Servi que va ser condemnat l'any 51 aC quan era tribú de la plebs electe.